# Madagaszkár a 2018. évi téli olimpiai játékokon
Madagaszkár a dél-koreai Phjongcshangban megrendezett 2018. évi téli olimpiai játékok egyik részt vevő nemzete volt. Az országot az olimpián 1 sportágban 1 sportoló képviselte, aki érmet nem szerzett.

## Alpesisí
Férfi
| Versenyző        | Versenyszám      | 1. futam | 1. futam | 2. futam | 2. futam | Összesítés | Összesítés |
| Versenyző        | Versenyszám      | Idő      | Hely.    | Idő      | Hely.    | Idő        | Helyezés   |
| ---------------- | ---------------- | -------- | -------- | -------- | -------- | ---------- | ---------- |
| Mialitiana Clerc | Óriás-műlesiklás | 1:21,82  | 55.      | 1:17,18  | 42.      | 2:39,00    | 48.        |
| Mialitiana Clerc | Műlesiklás       | 1:01,24  | 53.      | 59,03    | 48.      | 2:00,27    | 47.        |